# Montigny-lès-Condé
Montigny-lès-Condé é uma comuna francesa na região administrativa de Altos da França, no departamento de Aisne. Estende-se por uma área de 4,77 km². Em 2010 a comuna tinha 63 habitantes (densidade: 13,2 hab./km²).